# Brunatna plamistość liści pomidora

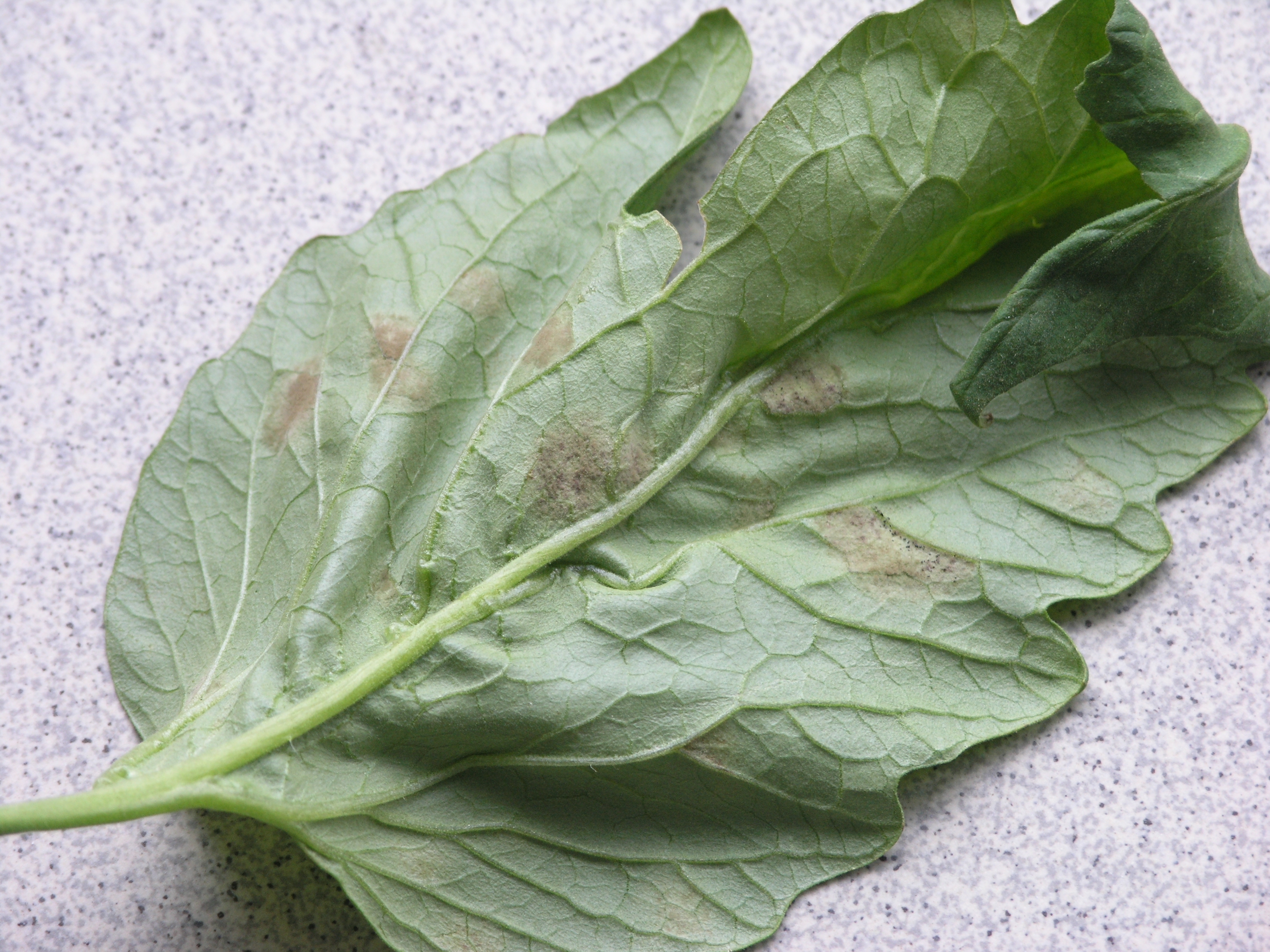
Pierwsze objawy na dolnej stronie liścia

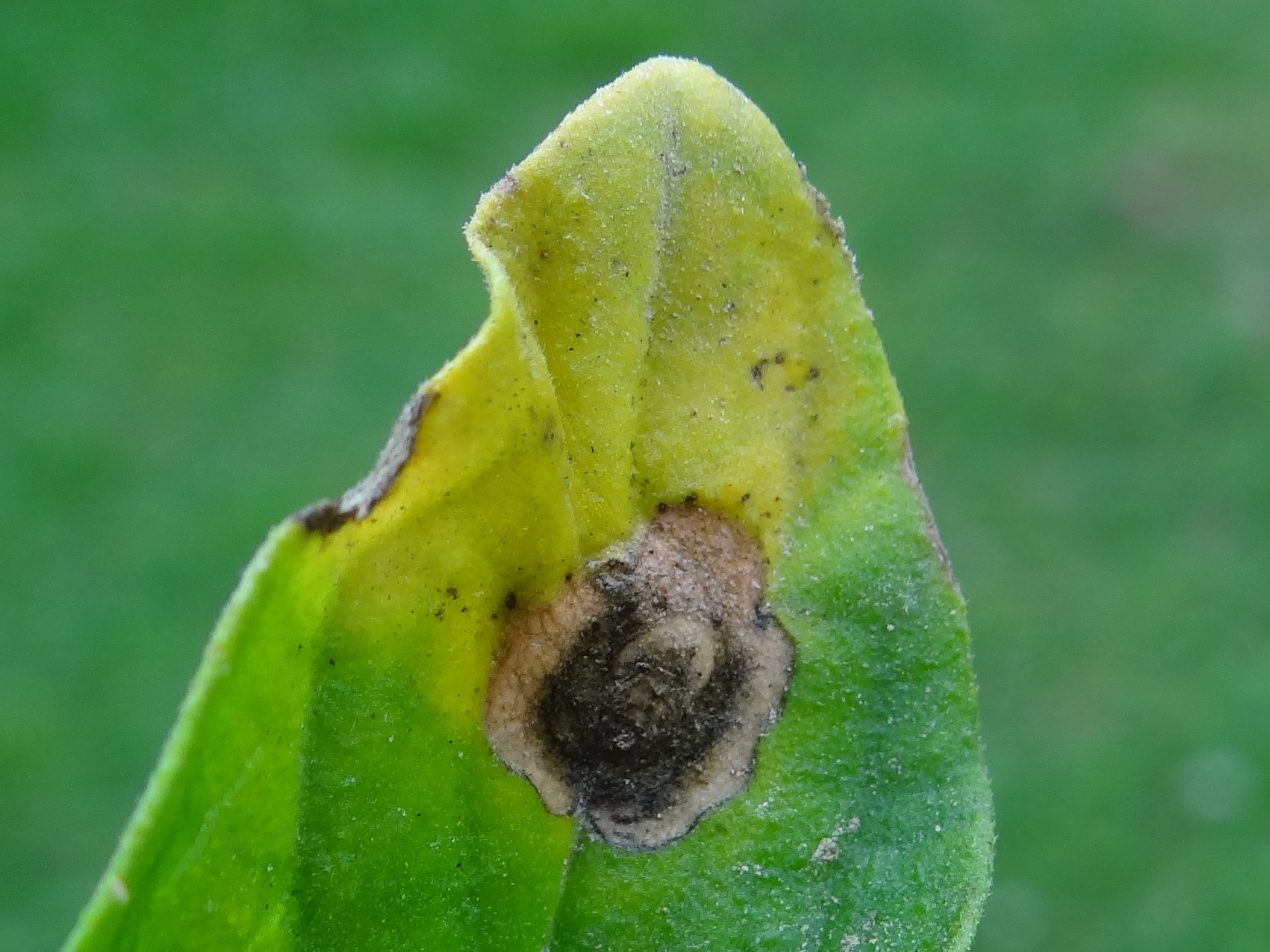
Plama na górnej stronie liścia

Brunatna plamistość liści pomidora (ang. leaf mould of tomato) – grzybowa choroba pomidora wywołana przez gatunek Fulvia fulva. Nazywana bywa także brunatną pleśnią pomidora.

## Występowanie i szkodliwość
Jest to częsta choroba pomidorów, występująca głównie w uprawach pod osłonami. W uprawie polowej pojawia się rzadko, tylko w latach szczególnie sprzyjających patogenowi. Prowadzi do obumierania liści, co skutkuje obniżeniem plonu, ale może doprowadzić również do całkowitego obumarcia roślin. Wywołujący tę chorobę patogen pochodzi z Ameryki Południowej, która również jest ojczyzna pomidora. Jako gatunek zawleczony rozprzestrzenił się w Europie. W Polsce notowany jest od 1930 roku.

## Objawy
Pierwsze objawy pojawiają się na najniższych liściach, potem choroba stopniowo rozprzestrzenia się w górę pędu. Na górnej stronie liści początkowo pojawiają się drobne, żółtawe plamy o średnicy 0,5–1 cm. Plamy te stopniowo powiększają się, zlewają z sobą i ciemnieją. Następuje nekroza tkanek w obrębie plamy i jej zbrunatnienie. Pod plamami na dolnej stronie liści pojawia się szary nalot złożony z konidioforw i zarodników grzyba. Z czasem również zaczyna on brunatnieć. Liście silnie porażone obumierają, zwisają w dół i zasychają. Podobne objawy mogą pojawiać się również na szypułkach i działkach kwiatów.

## Epidemiologia
Zarodniki patogenu zimują w pozostawionych w glebie resztkach pomidorów, oraz na konstrukcji szklarni czy tunelu foliowego. Do liści wnikają przez aparaty szparkowe. Rozwojowi choroby w uprawach pod osłonami sprzyja duża wilgotność powietrza i mniejsza ilość światła, ponadto obecność konstrukcji umożliwia przetrwanie zarodników. Na niezdezynfekowanych konstrukcjach i sprzęcie mogą one przetrwać kilka miesięcy, czyli przez okres od usunięcia roślin do nasadzenia nowych. W sezonie wegetacyjnym dochodzi do infekcji wtórnych – zarodniki wytworzone na porażonych liściach roznoszone są przez prądy powietrzne, wraz z kroplami wody podczas deszczowania, jak również na rękach ludzi i sprzęcie podczas wykonywania prac pielęgnacyjnych. Niezbędny do ich kiełkowania czas zwilżenia liści wynosi 2-3 godz, ale zarodniki mogą kiełkować także na liściach niezwilżonych, ale przy dużej wilgotności względnej powietrza. Istnieje związek między wilgotnością, temperaturą powietrza i możliwością kiełkowania zarodników. W temperaturze 15 °C infekcja następuje dopiero przy wilgotności powyżej 90%, w 20 °C wystarcza wilgotność powietrza około 75%. Przy wilgotności 60–65% zarodniki nie kiełkują. Po wniknięciu zarodników do wnętrza liści wilgotność powietrza nie ma już znaczenia w dalszym rozwoju choroby.

## Ochrona
Najlepszym rozwiązaniem jest uprawa odmian odpornych, jednak patogen tworzy wiele ras. Niektóre odmiany odporne są tylko na niektóre rasy, niewiele jest odmian odpornych na wszystkie rasy patogenu. Ponadto patogen dzięki swojej zmienności tworzy wciąż nowe rasy. Prowadzone są ciągle prace nad otrzymywaniem nowych, odpornych odmian. Bardzo ważną rolę w zwalczaniu choroby odgrywa niszczenie jej źródeł poprzez dezynfekcję pomieszczeń, gleby i sprzętu. Równie ważne jest wietrzenie szklarni i tunelu w celu zmniejszenia wilgotności. Nie należy zraszać roślin. Należy też jak najwcześniej usuwać porażone liście.
Gdy choroba pojawi się, niezbędne jest rozpoczęcie opryskiwań fungicydami zaraz po zaobserwowaniu pierwszych jej objawów. Do opryskiwań stosuje się naprzemiennie fungicydy chloronitrylowe i benzimidazolowe. Zabiegi wykonuje się co 8–10 dni i chronią one pomidory także przed innymi chorobami grzybowymi. Kończy się opryskiwanie około 3 tygodnie przed zakończeniem uprawy.